# Sourgoubila
Sourgoubila là một tổng của tỉnh Kourwéogo ở miền trung Burkina Faso. Thủ phủ của tổng này là thị xã Sourgoubila. Theo điều tra dân số năm 1996, tổng này có dân số 39.226 người.

## Các thị xã và các làng
- Sourgoubila	(4.963 dân) (thủ phủ)
- Bagayiri	(821 dân)
- Bantogdo	(6.350 dân)
- Barouli	(1.267 dân)
- Bouanga	(1.776 dân)
- Damsi	(1.170 dân)
- Diguila	(967 dân)
- Gonsin	(2.683 dân)
- Guela	(2.815 dân)
- Koala	(298 dân)
- Koukin	(686 dân)
- Lao	(1.319 dân)
- Manefyam	(823 dân)
- Nakamtenga	(661 dân)
- Sandogo	(6.042 dân)
- Sanon	(2.302 dân)
- Taonsogo	(1.714 dân)
- Zoundri	(2.569 dân)